# Zegris eupheme
A Zegris eupheme é uma borboleta paleartica pieridae que tem um alcance que se estende pelo sul da Europa, sudoeste da Europa, norte de África, no leste do Cazaquistão e na Ásia Menor. O aquecimento Global, actualmente, parece estar ampliando a sua área de habitat em direcção a norte. O habitat consiste em campos abertos floridos entre colinas.
As larvas alimentam-se de Sinapis incana, Raphanus, Sisymbrium polymorphum e Camelina laxa.

## Habitat
Na Arménia a espécie habita campos secos, incluindo semi-desertos e regiões áridas composta por estepes, bem como florestas. Ocupa uma faixa de elevação entre os 400 e os 2000 metros.